# Roman Sierociński
Roman Sierociński (ur. 19 czerwca 1893 w Sorokotiahach koło Białej Cerkwi, Ukraina, zm. 5 października 1976 w Koszalinie) – polski działacz społeczny, nauczyciel, kapitan Wojska Polskiego.

## Życiorys
Był synem Jana (leśnika) i Bronisławy z Gruczyńskich, uczęszczał do średniej szkoły realnej w Kijowie. W czasie nauki szkolnej należał do harcerstwa, nielegalnej organizacji oświatowej „Filarecja”, potem także Polskiej Organizacji Wojskowej. W 1912 zdał maturę i rozpoczął studia na Wydziale Budowy Maszyn Politechniki Kijowskiej. Wybuch I wojny światowej zastał go na praktykach w Warszawie. Roman Sierociński powrócił na studia do Kijowa, a w 1915 został powołany do armii rosyjskiej w stopniu chorążego. Służył w oddziale saperów, ukończył w Kijowie szkołę oficerską. W 1917 trafił do I Korpusu Polskiego w Rosji generała Józefa Dowbora-Muśnickiego. Po rozbrojeniu tych oddziałów przez Niemców udał się do rodziców do Lublina, a następnie do Lwowa. Po uzyskaniu przez Polskę niepodległości zgłosił się do dyspozycji władz polskich. Walczył na froncie ukraińskim, m.in. pod Rawą Ruską, Bełzem i Żółkwią. Był ciężko ranny w prawą rękę i dłuższy czas spędził w szpitalach polowych. Skutkiem odniesionej w tym okresie kontuzji była także późniejsza stopniowa utrata słuchu.
W czasie pobytu na leczeniu otrzymał awans na podporucznika. Po wyjściu ze szpitala otrzymał początkowo przydział na oficera liniowego w Radomsku, ale wkrótce ze względu na stan zdrowia został oficerem oświatowym. Ukończył w Warszawie kurs dla oficerów oświatowych i został skierowany do korpusu kadetów w Modlinie. W 1925 uzyskał awans na kapitana i rozpoczął studia geograficzne na Uniwersytecie Warszawskim. W tym okresie był jednym z członków najwyższego stopnia tajnej organizacji faszystowskiej Zakon Rycerzy Prawa, założonej po zabójstwie prezydenta Gabriela Narutowicza, której celem było przeprowadzenie przewrotu na wzór włoski. Dyplom magistra geografii i geologii uzyskał w 1930 na podstawie pracy Dolina dolnej Wisły pod względem geograficznym. Służył już wówczas w korpusie kadetów w Chełmnie (od 1926), a od 1935 w korpusie kadetów we Lwowie. We wrześniu 1939 został skierowany do Dowództwa Okręgu Korpusu Lublin w charakterze kuriera wojskowego. Był internowany na Węgrzech, od 1944 w Austrii i Niemczech, gdzie 17 kwietnia 1945 pod Berlinem doczekał wyzwolenia.
Po wojnie osiadł w Koszalinie. Początkowo pracował w administracji urzędu powiatowego i wojewódzkiego. Następnie zajął się organizacją I Liceum Ogólnokształcącego w Koszalinie i został jego pierwszym dyrektorem. Po przeniesieniu liceum do nowego budynku w 1946 przekazał kierowanie szkołą innemu nauczycielowi i pracował nad powołaniem liceum dla dorosłych, a potem liceum korespondencyjnego z punktami konsultacyjnymi w Słupsku, Sławnie i Kołobrzegu. Jednocześnie był licealnym nauczycielem geografii oraz nauczycielem w Studium Nauczycielskim w Słupsku. Pracę nauczyciela kontynuował także po przejściu na emeryturę.
Był aktywnym działaczem społecznym. W okresie międzywojennym zarówno w korpusie kadetów w Modlinie, jak i później we Lwowie, organizował wojskowe ogniska geograficzne. W grudniu 1945 został członkiem Stronnictwa Demokratycznego, przez pewien czas kierował Kołem Miejskim partii w Koszalinie. W ramach działalności Towarzystwa Wiedzy Powszechnej wygłaszał liczne odczyty popularyzujące ziemię koszalińską m.in. w zakładach pracy, za co w 1959 otrzymał odznakę „Zasłużony Popularyzator Wiedzy”. Należał do Ligi Ochrony Przyrody i Związku Nauczycielstwa Polskiego. Zorganizował w Koszalinie oddział Towarzystwa Przyjaciół Pamiętnikarstwa. Był radnym Powiatowej i Miejskiej Rady Narodowej w Koszalinie oraz ławnikiem Sądu Wojewódzkiego.
Publikował artykuły w „Poznaj Świat”, „Czasopiśmie Geograficznym”, „Głosie Koszalińskim”, „Pobrzeżu”, głównie artykuły poświęcone regionowi koszalińskiemu. W 1973 otrzymał nagrodę za wspomnienia w konkursie „Moje związki, moje spotkania z Ziemią Koszalińską” miesięcznika „Pobrzeże”.
Od 1921 był żonaty z Leokadią z domu Zielonka. Małżonkowie mieli dwoje dzieci (syna Macieja, ur. 1925, ekonomistę i córkę Janinę, ur. 1929, lekarkę), w 1971 uroczyście obchodzili 50-lecie ślubu (otrzymując Medal za długoletnie pożycie małżeńskie). Leokadia Sierocińska zmarła rok później. Roman Sierociński niemal do końca życia aktywnie uprawiał turystykę, zmarł w wieku 83 lat wskutek obrażeń odniesionych w wypadku ulicznym. Został pochowany na cmentarzu w Koszalinie w alei zasłużonych. Był odznaczony m.in. Srebrnym Krzyżem Zasługi, Krzyżem Kawalerskim Orderu Odrodzenia Polski, odznaką „Za zasługi dla województwa koszalińskiego”. W 1958 otrzymał nagrodę miasta Koszalina za pracę zawodową i działalność społeczną.